# Myrne (rejon żmeryński)
Myrne (ukr. Мирне) – wieś na Ukrainie, w obwodzie winnickim, w rejonie żmeryńskim, w hromadzie Bar. W 2001 liczyła 384 mieszkańców, spośród których 382 wskazało jako ojczysty język ukraiński, a 2 rosyjski.
Znajduje tu się przystanek kolejowy Palijiwka, położony na linii Żmerynka – Mohylów Podolski – Ocnița.